# اسفنج خاوری
اسفنج خاوری (نام علمی: Spongia officinalis) نام یک گونه از رده اسفنج‌های شاخی است. این گونه اسفنج در دریای مدیترانه زیست می‌کند.